# (1907) Rudneva
(1907) Rudneva – planetoida z pasa głównego asteroid okrążająca Słońce w ciągu 4,06 lat w średniej odległości 2,55 j.a. Została odkryta 11 września 1972 roku w Krymskim Obserwatorium Astrofizycznym w Nauczny na Krymie przez Nikołaja Czernycha. Nazwa planetoidy pochodzi od ukraińskiej astronom Jewgieniji Rudniewej (1920–1944), która poległa służąc w lotnictwie podczas II wojny światowej. Przed jej nadaniem planetoida nosiła oznaczenie tymczasowe (1907) 1972 RC2.